# The Girls Next Door
The Girls Next Door, conosciuto anche come Le ragazze di Playboy, è una serie televisiva statunitense, composta da 78 episodi e divisa in 2 stagioni + 3 speciali. Il telefilm è prodotto da Kevin Burns e Hugh Hefner, il fondatore della celebre rivista erotica. Sara Jean Underwood, anche se comparsa in tutte e sei le stagioni, ha recitato solo in 33 episodi della serie dove in ciascuno ha interpretato solo qualche episodio.
La serie in Italia è inedita.

## Trama
La storia racconta le vicende delle fidanzate di Hugh Hefner che vivono insieme a lui nella Playboy Mansion assieme a varie Playmate.

## Protagoniste
- Holly Madison (2005-2009)
- Kendra Wilkinson (2005-2009)
- Bridget Marquardt (2005-2009)
- Sara Jean Underwood (2005-2009)
- Crystal Harris (2009)
- Karissa Shannon (2009)
- Kristina Shannon (2009)

## Episodi
| Stagione         | Episodi | Prima TV originale | Prima TV Italia |
| ---------------- | ------- | ------------------ | --------------- |
| Prima stagione   | 15      | 2005               | -               |
| Seconda stagione | 16      | 2006               | -               |
| Terza stagione   | 15      | 2007               | -               |
| Quarta stagione  | 12      | 2007-2008          | -               |
| Quinta stagione  | 22      | 2008-2009          | -               |
| Sesta stagione   | 11      | 2009               | -               |